# Erythrina senegalensis
Erythrina senegalensis är en ärtväxtart som beskrevs av Dc. Erythrina senegalensis ingår i släktet Erythrina och familjen ärtväxter. Inga underarter finns listade i Catalogue of Life.